# Justinien de Clary
Justinien Charles Xavier, Count de Clary (* 20. April 1860 in Paris als Justinien Charles Xavier Bretonneau; † 14. Juni 1933 ebenda) war ein französischer Sportschütze.

## Erfolge
Justinien de Clary nahm bei den Olympischen Spielen 1900 in Paris im Trap-Wettbewerb teil. In diesem erzielte er 17 Punkte und gewann hinter Roger de Barbarin und René Guyot die Bronzemedaille.
Er war Rechtsanwalt und Schriftsteller, aber auch ein Sportfunktionär. Von 1913 bis zu seinem Tod war er Präsident des französischen Olympischen Komitees sowie Präsident des Exekutivkomitees der Olympischen Spiele 1924 in Paris. Clary gründete die Franko-Amerikanische Bruderschaft, die sich um Kriegswaisen kümmerte. Für seine gesellschaftlichen Verdienste wurde er zum Großoffizier der Ehrenlegion ernannt. 1925 bewarb er sich um die Präsidentschaft des IOC, blieb in der Abstimmung aber mit vier Stimmen chancenlos.